# Carrhotus
Carrhotus es un género de arañas de la familia Salticidae.

## Especies
- Carrhotus affinis Caporiacco, 1934
- Carrhotus albolineatus (C. L. Koch, 1846)
- Carrhotus andhra Caleb, 2020
- Carrhotus assam Caleb, 2020
- Carrhotus barbatus (Karsch, 1880)
- Carrhotus bellus Wanless, 1984
- Carrhotus catagraphus Jastrzebski, 1999
- Carrhotus coronatus (Simon, 1885)
- Carrhotus erus Jastrzebski, 1999
- Carrhotus harringtoni Prószyński, 1992
- Carrhotus kamjeensis Jastrzebski, 1999
- Carrhotus malayanus Prószyński, 1992
- Carrhotus occidentalis (Denis, 1947)
- Carrhotus olivaceus (Peckham & Peckham, 1907)
- Carrhotus operosus Jastrzebski, 1999
- Carrhotus s-bulbosus Jastrzebski, 2009
- Carrhotus samchiensis Jastrzebski, 1999
- Carrhotus sannio (Thorell, 1877)
- Carrhotus sarahcrewsae Cao & Li, 2016
- Carrhotus scriptus Simon, 1902
- Carrhotus silanthi Caleb, 2020
- Carrhotus singularis Simon, 1902
- Carrhotus spiridonovi Logunov, 2021
- Carrhotus subaffinis Caporiacco, 1947
- Carrhotus sufflavus Jastrzebski, 2009
- Carrhotus sundaicus Prószyński & Deeleman-Reinhold, 2010
- Carrhotus taprobanicus Simon, 1902
- Carrhotus tholpettyensis Sudhin, Nafin, Caleb & Sudhikumar, 2021
- Carrhotus tristis Thorell, 1895
- Carrhotus viduus (C. L. Koch, 1846)
- Carrhotus viridiaureus (Simon, 1902)
- Carrhotus xanthogramma (Latreille, 1819)
- Carrhotus yunnanensis (Song, 1991)